# Castello De Sterlich-Aliprandi
Il castello De Sterlich-Aliprandi domina il paese di Nocciano, in provincia di Pescara. Di proprietà del Comune di Nocciano e restaurato nel 1993, è attualmente la sede del Museo delle Arti.

## Storia

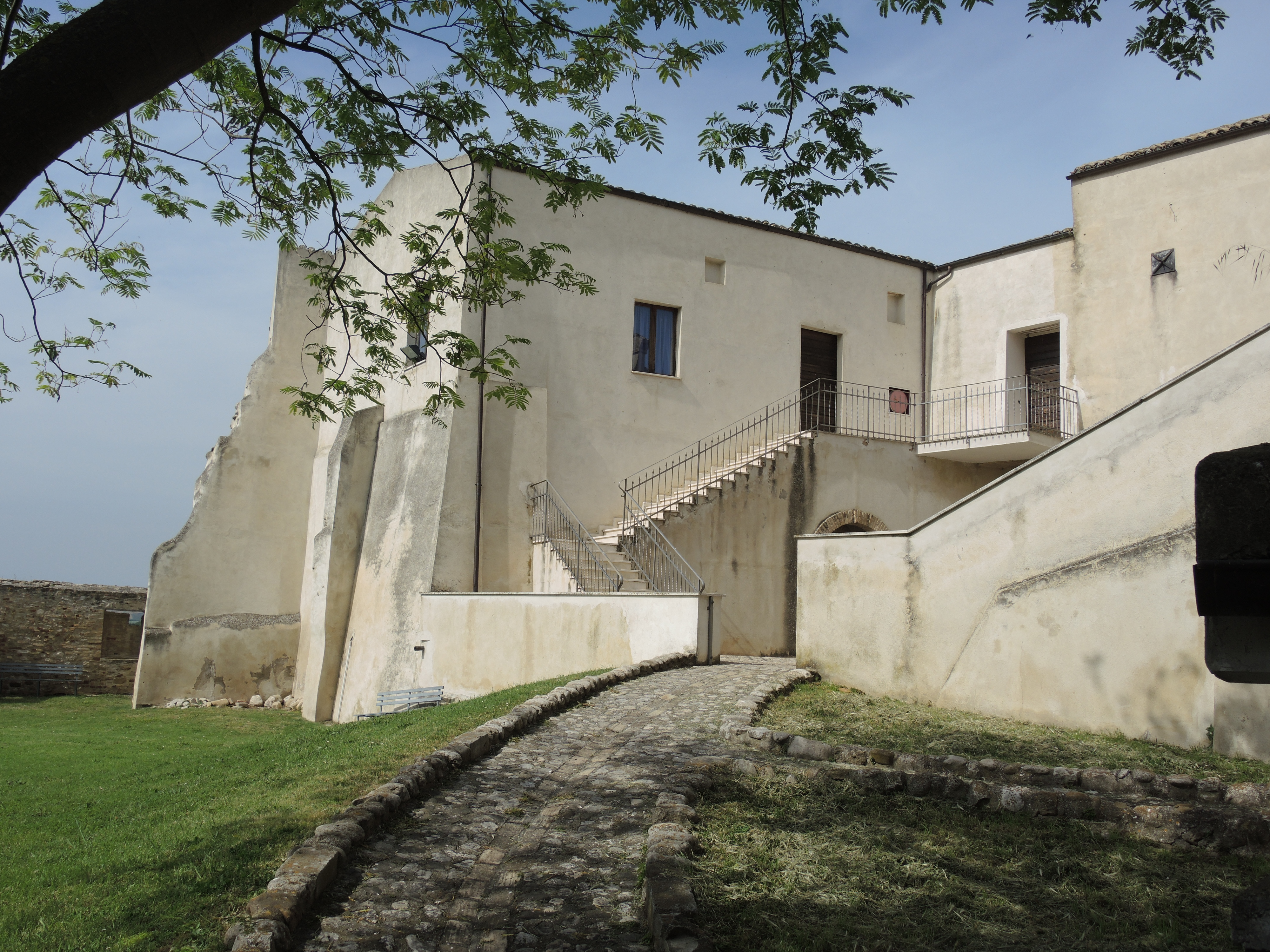
Cortile interno

Situato tra le valli del Cigno, del Pescara e della Nora, la costruzione del castello si fa risalire all'anno Mille, con il primo nucleo costituito dal torrione poligonale, successivamente inglobato nell'attuale edificio.
La storia del castello si lega comunque a quella della famiglia De Sterlich-Aliprandi, presente a Nocciano dal XV-XVI secolo, che ne rimase proprietaria fino alla metà del XX secolo e che ne trasformò l'aspetto da costruzione difensiva a residenza signorile.

## Architettura
Il castello ha una pianta irregolare con una struttura simile ad una doppia "L". Al castello si accede tramite una larga rampa che conduce al portale principale, sormontato da un arco a tutto sesto. Accedendo al castello ci si trova di fronte ad un cortile pavimentato, aperto da un lato verso il giardino.
Il piano nobile è caratterizzato da una loggia formata da tre arcate, con un'altra loggia ad otto arcate che si ritrova anche sulla parete esterna.